# Srednji greben
Srednji greben je nenaseljeni otočić u hrvatskom dijelu Jadranskog mora.
Njegova površina iznosi 0,082 km². Dužina obalne crte iznosi 1,32 km.